# Vito Guarrasi
Vito Guarrasi (Alcamo, 22 aprile 1914 – Palermo, 31 luglio 1999) è stato un avvocato e imprenditore italiano.

## Biografia
Figlio di una agiata famiglia di possidenti di Alcamo introdotta negli ambienti nobiliari dell'isola, Vito Guarrasi è stato un controverso avvocato e manager. Era un lontano cugino di Enrico Cuccia (una zia di Guarrasi era sposata con uno zio di Cuccia). 

### A Cassibile
Nel 1943, con il grado di sottotenente di complemento del servizio automobilistico fu presente alla firma dell'Armistizio di Cassibile assieme al generale Giuseppe Castellano, in qualità di suo aiutante di campo.
In un rapporto del 27 novembre 1944 indirizzato al Segretario di Stato USA, il console generale statunitense a Palermo Alfred Nester affermò che Vito Guarrasi, assieme ad altre personalità dell'isola, fu presente ad una riunione con alti ufficiali americani in cui si discusse se la Sicilia dovesse separarsi dall'Italia e dichiarare l'indipendenza. Il rapporto del console è significativamente intitolato: Formation of group favoring autonomy of Sicily under direction of Mafia. (formazione di un gruppo che favorisca l'autonomia della Sicilia sotto la direzione della Mafia).
Dal 2 ottobre 1947 Guarrasi è socio fondatore della società cooperativa La voce della Sicilia, di ispirazione socialista. Dal 7 luglio 1948 al 19 ottobre 1964 è consigliere di amministrazione della società mineraria Val Salso, dedita all'estrazione e alla commercializzazione dello zolfo e dei suoi derivati.

### Tra politica e impresa
Nel 1948 Guarrasi si candidò alle elezioni politiche nelle liste del Fronte Popolare. Negli anni Cinquanta entrò nel consiglio di amministrazione del giornale comunista L'Ora di Palermo. Avvocato civilista, risulta iscritto all'albo presso il foro di Palermo il 2 maggio 1949.
Dal 20 marzo 1949 al 30 marzo 1952 fu presidente della Cassa Agricola e Artigiana Don Rizzo di Alcamo, una piccola banca orientata verso il credito agricolo e privato. Guarrasi, nel corso della gestione della cassa dovette fronteggiare un iniziale flessione dei depositi e un aumento della richiesta di prestiti dovuta al periodo di crisi in cui versava l'economia Italiana nel 1950 e anche una serie sempre più accesa di rivendicazioni sindacali da parte dei dipendenti della cassa.
Guarrasi ideò e promosse un'iniziativa, poi divenuta la legge regionale n 4 del 13 marzo 1959 che istituì presso il Banco di Sicilia un fondo di rotazione delle miniere di zolfo che trasferì alla regione 12 miliardi di debiti contratti da diversi proprietari delle miniere con il Banco di Sicilia stesso. Fu uno dei promotori insieme a Graziano Verzotto e Domenico La Cavera della nascita della So.Fi.S (Società per il Finanziamento dello Sviluppo in Sicilia), società finanziaria della Regione Siciliana, che fu il primo esempio di società pubblica regionale. Nei primi mesi del 1960 Guarrasi divenne anche consigliere di Enrico Mattei, in particolare in merito alla costruzione di un metanodotto sottomarino che collegasse l'Africa alla Sicilia. La collaborazione fu di breve durata e l'incarico di Guarrasi era terminato già all'epoca della morte di Mattei (27 ottobre 1962). Tornò a esserlo con il successore di Mattei,  Eugenio Cefis.
Negli anni Vito Guarrasi è stato azionista, presidente o consigliere di amministrazione di più di 25 differenti società (spesso pubbliche) i cui ambiti spaziano dallo sport all'immobiliaristica, al settore minerario e dell'estrazione di idrocarburi, al turismo e alla commercializzazione di medicinali.
Nel 1970 il nome di Guarrasi fu accostato al sequestro del giornalista Mauro De Mauro a seguito della pubblicazione della notizia che il commercialista Antonino Buttafuoco (arrestato per il suo presunto ruolo nel sequestro) sarebbe stato intercettato mentre telefonava ad un'utenza di Parigi e parlava con un misterioso Mister X, identificato appunto in Guarrasi, il quale querelò tutti i giornalisti che pubblicarono la notizia (famoso fu il processo per diffamazione nei confronti del direttore de Il Mondo Arrigo Benedetti e del giornalista Mario Pendinelli, cui rinunciò lo stesso Guarrasi). Tuttavia queste accuse non trovarono mai conferma perché Buttafuoco venne prosciolto da ogni accusa e Guarrasi non fu mai incriminato.
Nel 1986 Guarrasi è risultato anche iscritto alla loggia della "Massoneria universale di rito scozzese antico e accettato. Supremo Consiglio d'Italia" di via Roma a Palermo, insieme all'esattore di Salemi Nino Salvo e al boss mafioso Salvatore Greco.

## Procedimenti giudiziari
Il pentito Gioacchino Pennino ha affermato nel 2007 che Guarrasi svolse un ruolo nella morte del giornalista de L'Ora Mauro De Mauro, scomparso il 16 settembre 1970 e il cui corpo non è mai più stato ritrovato. All'epoca il giornalista stava raccogliendo informazioni sulla morte di Mattei e sul fallito golpe del principe  Junio Valerio Borghese. Pennino ritiene che Guarrasi abbia riferito indirettamente le informazioni in possesso di De Mauro ad alcuni capimafia, che avrebbero così deciso di eliminarlo.
Il 10 luglio 1971 Guarrasi è stato condannato a quattro anni di reclusione per bancarotta fraudolenta dalla 1ª Sezione Penale del Tribunale di Roma.
Nel rapporto del 1976 del senatore Luigi Carraro, relatore della Commissione Parlamentare Antimafia si legge che:
L'attività pubblica di Guarrasi è stata caratterizzata da rapidi successi e dalla ricerca costante di posizioni di potere... Non c'è stato settore di qualche importanza della vita economica siciliana che non ha visto impegnato in prima persona l'avvocato Guarrasi... Non sempre però queste iniziative andarono a buon fine.
Guarrasi è stato interrogato nel 1998 come testimone al processo per mafia a carico di Giulio Andreotti.